# James (zespół muzyczny)
James – zespół rockowy z Manchesteru, założony w 1981. Grupa rozpadła się po dwudziestu latach i reaktywowała w 2007 powracając na rynek z płytą Hey Ma, która została wydana 7 kwietnia 2008.

## Dyskografia
- Stutter (1986)
- Strip-mine (1988)
- Gold Mother (1990)
- Seven (1992)
- Laid (1993)
- Wah Wah (1994)
- Whiplash (1997)
- Millionaires (1999)
- Pleased to Meet You (2001)
- Hey Ma (2008)
- The Night Before (2010)
- The Morning After (2010)
- La Petite Mort (2014)
- Girl At The End Of The World (2016)
- Better Than That (EP) (2018)
- Living in Extraordinary Times (2018)[1]
- All The Colours Of You (2021)
- Be Opened By The Wonderful (2023)
- Yummy / Pudding (2024)
- James ( Live at the Acropolis ) (2025)